# Municipio de Lincoln (condado de Douglas, Misuri)
El municipio de Lincoln (en inglés: Lincoln Township) es un municipio ubicado en el condado de Douglas en el estado estadounidense de Misuri. En el año 2010 tenía una población de 478 habitantes y una densidad poblacional de 5,1 personas por km².

## Geografía
El municipio de Lincoln se encuentra ubicado en las coordenadas 37°1′36″N 92°47′3″O / 37.02667, -92.78417. Según la Oficina del Censo de los Estados Unidos, el municipio tiene una superficie total de 93.64 km², de la cual 93,63 km² corresponden a tierra firme y (0,01 %) 0,01 km² es agua.

## Demografía
Según el censo de 2010, había 478 personas residiendo en el municipio de Lincoln. La densidad de población era de 5,1 hab./km². De los 478 habitantes, el municipio de Lincoln estaba compuesto por el 96,86 % blancos, el 0,63 % eran amerindios, el 0,63 % eran asiáticos y el 1,88 % eran de una mezcla de razas. Del total de la población el 0 % eran hispanos o latinos de cualquier raza.